# Stanisław Kalinowski (fizyk)
Stanisław Kalinowski (ur. 3 kwietnia 1873 w Łebedynie, zm. 27 marca 1946 w Świdrze) – polski fizyk, profesor Politechniki Warszawskiej i Wolnej Wszechnicy Polskiej, senator I kadencji i poseł na Sejm II kadencji w II RP.

## Życiorys
Benedykt Stanisław Kalinowski (używał tylko drugiego imienia – Stanisław) urodził się 3 kwietnia 1873 w Łebedynie, pow. czehryńskim, gub. kijowskiej, w rodzinie lekarza Franciszka (zm. 1884) i Aleksandry z Głowackich (zm. 1883). W 1890 ukończył ze złotym medalem I Kijowskie Gimnazjum. Od 1886 brał udział w tajnych polskich kółkach samokształceniowych. W 1895 został przewodniczącym koła „Oświata Ludowa”. Od 1890 studiował na Wydziale Matematyczno-Fizycznym Imperatorskiego Uniwersytetu Kijowskiego św. Włodzimierza, uzyskując w 1896 dyplom z fizyki. Potem został asystentem prof. G. de Metza w Katedrze Fizyki tego uniwersytetu. Pracował także w uniwersyteckim obserwatorium meteorologicznym. Z Kijowa przeprowadził się do Tambowa w 1897 z powodu zainteresowania policji, m.in. ze względu na kontakty z polską i rosyjską socjaldemokracją. Po roku ponownie osiadł w Kijowie, zostając starszym asystentem przy katedrze fizyki nowo powstałej Politechniki Kijowskiej. Pod koniec 1899 przybył do Warszawy. W latach 1900–1902 i 1905–1914 wykładał mechanikę, fizykę i kosmografię w prywatnych szkołach średnich oraz w Szkole Mechaniczno-Technicznej H. Wawelberga i S. Rotwanda. Zorganizował także Gabinet Fizyczny Muzeum Przemysłu i Rolnictwa, którego został kierownikiem. Od 1902 do 1904 przebywał w różnych miejscach w Europie. W 1904 napisał pracę O działaniu następczym przy podwójnym załamaniu światła w cieczach elektrycznie odkształconych i przy magnetycznym skręceniu płaszczyzny polaryzacji w cieczach, która nagrodzona została przez Wydział Filozoficzny Uniwersytetu Ludwika i Maksymiliana w Monachium. W tym samym roku powrócił do Warszawy, gdzie wykładał fizykę w prywatnych szkołach średnich, a także kierował Oddziałem Odczytów Muzeum Przemysłu i Rolnictwa. W 1905 był inicjatorem i organizatorem Polskiego Związku Nauczycielskiego, którego prezesem był w latach 1907–1910 (po jego zalegalizowaniu). W 1906 zorganizował Wolny Wydział Matematyczno-Przyrodniczy przy Muzeum Przemysłu i Rolnictwa, który stał się zaczątkiem Towarzystwa Kursów Naukowych. Był wykładowcą fizyki na Wydziale Przyrodniczym (1906-1918), Wydziale Technicznych (1909-1910), Wydziale Rolnym (1907-1911) TKN. W latach 1906–1911 był także członkiem TKN. Był też założycielem i redaktorem czasopisma Nowe Tory.
W latach 1915–1918 przebywał w wyniku wojny wraz z rodziną w Kijowie, po czym wrócił do Warszawy, wznawiając pracę naukową. Od 1918 do 1919 był prezesem Stowarzyszenia Nauczycielstwa Polskiego. W styczniu 1920 uruchomił Obserwatorium Magnetyczne w Świdrze. Od 1919 do 1939 wykładał fizykę i geofizykę w Wolnej Wszechnicy Polskiej, której od 1919 do 1924 był rektorem. W latach 1919–1925 był ławnikiem oraz zasiadał w radzie miejskiej Warszawy. Ponadto w 1919 współzakładał Polskie Towarzystwo Fizyczne, którego został przewodniczącym. W 1921 został profesorem nadzwyczajnym fizyki na Wydziale Chemii Politechniki Warszawskiej. W tym samym roku wstąpił do Polskiego Stronnictwa Ludowego „Wyzwolenie”, z którego ramienia został wybrany w 1922 senatorem z okręgów nowogródzkiego i wileńskiego. W Senacie zasiadał w komisji oświaty i kultury. Wszedł w skład zarządu klubu parlamentarnego PSL „Wyzwolenie”, a także partii oraz został przewodniczącym komisji programowej ugrupowania. Następnie od 1928 do 1930 zasiadał w Sejmie II kadencji. Jako poseł opowiadał się m.in. za powszechnym i bezpłatnym nauczaniem. W 1930 został wybrany na członka Międzynarodowej Komisji Stacyj Zmian Wiekowych Magnetyzmu Ziemskiego, a w latach 1932–1939 był działaczem (do 1936 przewodniczącym) Towarzystwa Oświaty Demokratycznej „Nowe Tory”. W 1939 przeniósł się do Świdra po spaleniu mieszkania w Warszawie, a w 1945 powrócił na Wydział Chemiczny politechniki. Zmarł 27 marca 1946 w Świdrze. Pochowany został, razem z żoną, na Cmentarzu Parafialnym w Otwocku (sektor VI-6-284).
Od 1899 był żonaty z Marią Anielą z Oleckich (1875–1945). Miał trzy córki: Zofię (1904–1983) i Ewę po mężu Widomską (1906–1976), które współpracowały z nim w Obserwatorium i Instytucie Fizyki oraz Irenę.

## Ordery i odznaczenia
- Krzyż Niepodległości – 9 października 1933 „za pracę w dziele odzyskania niepodległości”[6][7]
- Krzyż Oficerski Orderu Odrodzenia Polski – 11 listopada 1934 „za zasługi na polu pracy naukowej”[8]

## Upamiętnienie
Obserwatorium Geofizyczne w Świdrze nosi imię Stanisława Kalinowskiego.